# Гудименко Федір Сидорович
Гудименко Федір Сидорович — український вчений-математик, професор
Народився 12 (25 лютого) 1905 року в селі Шумилово Устянської волості Ольгопільського повіту Подільської губернії (нині Бершадський район Вінницької області) — помер 11 жовтня 1982 року.

## Родина
Батько Гудименко Сидір Павлович (помер у 1952 році), мати Товмаченко Марія Макарівна (померла в 1947 році).
Землі у родині було мало (1,5 десятини), то щоб прогодувати родину у 6 душ батьки працювали по найму у поміщицькому господарстві до 1917 року.
З початком Першої світової війни, в 1914 році, батько, Сидір Павлович Гудименко був мобілізований в армію, де пробув рядовим до 1917 року. За хоробрість його було нагороджено чотирма Георгіївськими хрестами.
У родині Гудименків було п'ятеро дітей. Федір, Григорій, Христина, Олена і Марія.
З 1913 року Федір працював у господарстві свого батька.

## Освіта
Навчався в 1913—1916 роках в церковно-приходській школі. У 1916—1918 роках у двокласному училищі. У 1919—1921 в Єдиній трудовій школі.
У 1924 році був командирований Гайсинською окружною комісією Комітету незаможних селян і вступив до Київського інституту народної освіти (ІНО) на факультет профосвіти — цикл фізико-математичний, який закінчив у 1928 році.
Восени 1928 року поступив до аспірантури. Науковим керівником Федора Сидоровича Гудименка був видатний український математик, творець першої великої математичної школи в Україні; академік АН України (1919) Д. О. Граве. Закінчив аспірантуру в 1931 році без захисту дисертації.
Педагогічну роботу розпочав у 1929 році на посаді асистента Київського ІНО. І працював там до осені 1931 року.
З жовтня 1931 року, до призову в лави Червоної Армії в 1933 році, працював асистентом Ленінградського державного університету.
У 1934 році був у лавах Червоної Армії. Після демобілізації в 1935 році працював редактором Ленінградського ОНТІ.
До Києва повернувся у вересні 1935 року, і до початку Другої світової війни працював старшим викладачем Київського державного університету імені Т. Г. Шевченка.

## Участь у Другій світовій війні
23 червня 1941 року, як лейтенант запасу, був призваний до армії. І у складі 186-го Зенітно-протитанкового полку РГК, на посаді командира зводу управління, перебував на фронті до 17 травня 1942 року.
Того дня, на світанку, будучи на Спостережному пункті в районі міста Слов'янська, поранений у стегно та контужений і був взятий у полон.
Федір Сидорович Гудименко перебував у таборі для військовополонених на території Румунії у Чемстахові, а на території Румунії до 24 серпня 1944 року.
Після звільнення з полону військами радянської армії був направлений в одну з частин Другого Українського фронту.
У складі частини, що входила до складу Другого Українського фронту, брав участь у штурмі Будапешта, а також у боях з гітлерівцями на території Угорщини, Австрії та Чехословаччини.
У січні 1946 року демобілізувався з лав радянської армії і повернувся на роботу до Київського державного університету імені Т. Г. Шевченка.

## Наукова діяльність
До 1949 року працював старшим викладачем на кафедрі диференціальних рівнянь механіко-математичного факультету Київського державного університету ім. Т.Г.Шевченка, а з осені 1952 року — на кафедрі загальної математики завідувачем її, упродовж 16 років маючи посаду професора, а після завідування -- посаду доцента.
З 1949 року був головою профбюро механіко-математичного факультету Київського університету.
25 січня 1952 року захистив дисертацію на ступінь кандидата фізико-математичних наук на тему «Деякі методи наближених обчислень власних значень» під керівництвом наукового керівника, члена-кореспондента АН СССР та дійсного члена АН УРСР М. М. Боголюбова і дістав право на звання доцента, котре було присвоєно Ф. С. Гудименку 14 лютого 1953 року.
Протягом 16 років (1954—1970) був завідувачем кафедри загальної математики механіко-математичного факультету університету, маючи посаду професора. А з 1970 до 1975 року він доцент цієї кафедри.
Викладав курс вищої математики на природничих факультетах КДУ ім. Т.Г.Шевченка, зокрема на географічному факультеті. При цьому і викладання, і спілкування зі студентами вів виключно довершено грамотною українською мовою. Відзначався уважним, людяним ставленням до студентів і мав від свідомої частини їх щиру повагу та визнання за свій патріотизм українця. Вирізняв і підтримував здібних студентів, навіть передбачав їхнє дослідницьке майбутнє. Його передбачення здійснювалися в особистісному плані: вирізнені ним студенти реалізували себе як творчі особистості (фізик і математик Віталій Прилипко став визнаним українським письменником і лексикографом, псевдонім Віталій Левун; географ Володимир Пащенко -- науковцем, наукознавцем, письменником і художником, псевдонім Володей Паска).

## Нагороди
Нагороджений орденом Червоної Зірки, медалями «За оборону Києва», «За взяття Будапешта», «За перемогу над німеччиною у Великій Вітчизняній війні 1941—1945 рр.», «Ветеран праці», «125 років КДУ»

## Друковані наукові праці
1. «Вища математика», 1939 рік, «Радянська школа»
2. «Математичний аналіз», 1940 рік, «Радянська школа»
3. «О некоторых методах приближенных вычислений собственных значений», 1950, автореферат дисертації, Київ
4. «О некоторых методах приближенных вычислений собственных значений», 1950, дисертація
5. «Узагальнена формула Релея-Крилова і спосіб сталих коефіцієнтів», 1958 рік, «Математичний збірник» № 6, КДУ
6. «Диференціальні рівняння», 1958 рік, підручник для студентів фізмат факультетів університетів, КДУ
7. «Збірник задач з диференціальних рівнянь», 1962 рік, Київ, КДУ, у співавторстві — Павлюк І. А., Волкова В. О.
8. «Вища математика», 1964 рік, КДУ, підручник
9. «Збірник задач з вищої математики», 1967 рік, КДУ, Київ
10. «Збірник задач з диференціальних рівнянь», 1972 рік, «Вища школа», у співавторстві — Волкова В. О., Павлюк І. А.
11. «Методичні вказівки та контрольні завдання з математики для слухачів заочних підготовчих курсів», 1963 рік, КДУ, Київ, «Радянська школа», співавтор Савченко
12. «Методичні вказівки та контрольні завдання з математики для слухачів заочних підготовчих курсів», 1967 рік, КДУ, Київ, співавтор Михайловський В. І.
13. «Методичні вказівки та контрольні завдання з математики для слухачів заочних підготовчих курсів», 1969 рік, «Радянська школа», співавтор Михайловський В. І.
14. «Б. В. Остроградський», 1966, «Знання та праця» № 1
15. «Російсько-український математичний словник», 1960 рік, АН УРСР, співавтори Й. Б. Погребиський, Д. Н. Сакович, М. А. Чайковський, «Видавництво АН УРСР», 12 тисяч термінів, 162 сторінки
16. «Підручник за яким не можна вчитися», 1960 рік. Рецензія на книгу С. П. Лундіна «Курс вищої математики для фармацевтичних інститутів», «Держмедвидав», «Робітнича газета» № 72 26 березня 1961 року